# Opplà
Opplà è il terzo album della Piccola Orchestra Avion Travel, il primo con la Sugar di Caterina Caselli.
Prodotto da Fausto Mesolella per Sugar e Danny Rose, il disco ha riscosso l'approvazione della critica. L'album si classifica al secondo posto nel referendum di Musica e dischi per Miglior Disco dell'Anno 1993 dietro solo a Café de la Paix di Franco Battiato.[1]

## Tracce
L'album è composto da 10 canzoni.
1. Cuore grammatico - 3:41
2. Aria di te - 6:52
3. Belle caviglie - 4:51
4. L'amante improvviso - 5:14
5. Comico! - 2:59
6. La famiglia - 4:30
7. La malvivenza - 4:20
8. La conversazione - 3:54
9. La leggera - 4:37
10. Figlio d'arte - 2:47